# A34 (Groot-Brittannië)
De A34 is een weg in Engeland.
De weg verbindt Manchester via Birmingham, Oxford en Newbury met Winchester. De weg is 243 km lang.

## Hoofdbestemmingen
- Stockport
- Kidsgrove
- Stoke-on-Trent
- Strafford
- Walsall
- Birmingham
- Kidlington
- Oxford
- Didcot
- Winchester